# Kinjačka
Kinjačka is een plaats in de gemeente Sunja in de Kroatische provincie Sisak-Moslavina. De plaats telt 263 inwoners (2001).